# تپه‌های شمال شرق باسطیه ۰۷۴
تپه‌های شمال شرق باسطیه ۰۷۴ در شهرستان شوشتر، روستای باسطیه واقع شده و این اثر در تاریخ ۵ آذر ۱۳۸۰ با شمارهٔ ثبت ۴۳۰۰ به‌عنوان یکی از آثار ملی ایران به ثبت رسیده است.